# SN 2009dt
SN 2009dt – supernowa typu Ic odkryta 28 kwietnia 2009 roku w galaktyce IC5169. W momencie odkrycia miała maksymalną jasność 17,20m.